# Guineica
Guineica es un género de coleópteros adéfagos de la familia Carabidae.

## Especies
Contiene las siguientes especies:
- Guineica inaequidens (Brouerius van Nidek, 1959)
- Guineica tetrachoides (Gestro, 1876)